# Estación Winifreda
Winifreda es una estación ferroviaria ubicada en la localidad de Winifreda, en el Departamento Conhelo, Provincia de La Pampa, Argentina.

## Ubicación
La estación se encuentra ubicada a 45 km de la ciudad capital, Santa Rosa.

## Servicios
No presta servicios de pasajeros. Sus vías están concesionadas a la empresa de cargas Ferroexpreso Pampeano